# BJ Services Company
B.J. Services Company (NYSE: BJS) es una empresa de servicios petroleros que tiene sus oficinas centrales en Houston, Texas (Estados Unidos). Fue fundada en 1872, como Byron Jackson Company, por el inventor Byron Jackson. Hoy en día, la compañía opera en más de 50 países a lo largo del mundo y está ubicada en la lista Fortune 500, realizada por la revista Fortune de las empresas estadounidenses con mayores beneficios.
B.J. Services es uno de los principales proveedores de bombeos de presión y servicios afines para la industria petrolera. Dentro de los bombeos de presión se encuentran servicios de cementación y estimulación de pozos utilizados en nuevos pozos de petróleo y gas, así como trabajos de estimulación en pozos existentes, tanto en tierra firme como en el mar. Los servicios incluyen herramientas de completación, fluidos de completación, encamisados y servicios tubulares, servicios de producción de químicos, mantenimiento y servicios anexos en el negocio de líneas petroleras. Uno de los servicios en que la compañía lidera el mercado mundial, es el llamado Coiled tubing, en el que la compañía tiene el respaldo de un software de simulación de los trabajos que se realizan en los pozos.
Recientemente B.J. Services fue adquirida completamente por otra empresa de servicios petroleros como Baker Hughes.
- Datos: Q4835785